# Hongtoushan (köpinghuvudort i Kina, Liaoning Sheng, lat 42,00, long 124,51)
Hongtoushan är en köpinghuvudort i Kina. Den ligger i provinsen Liaoning, i den nordöstra delen av landet, omkring 94 kilometer öster om provinshuvudstaden Shenyang. Antalet invånare är 25 647. Befolkningen består av 12 719 kvinnor och 12 928 män. Barn under 15 år utgör 9,0 %, vuxna 15-64 år 78 %, och äldre över 65 år 11,0 %.
Runt Hongtoushan är det ganska tätbefolkat, med 60 invånare per kvadratkilometer. Hongtoushan är det största samhället i trakten. I omgivningarna runt Hongtoushan växer i huvudsak blandskog.
Genomsnittlig årsnederbörd är 1 169 millimeter. Den regnigaste månaden är juli, med i genomsnitt 279 mm nederbörd, och den torraste är januari, med 10 mm nederbörd.